# 군네라과
군네라과(Gunneraceae)는 속씨식물의 과이다. 대부분의 식물 분류학자들에게 인정되고 있다.
2003년의 APG II 분류 체계 또한 이 과를 인정했으며 핵심진정쌍떡잎식물군 내의 군네라목으로 분류하였다. 이 과는 1개 또는 2개의 속, 군네라속(Gunnera) 그리고, 선택적으로 미로탐누스속(Myrothamnus)을 포함한다. 후자는 미로탐누스과(Myrothamnaceae)로 분리되어, 별도의 과로 분류되기도 한다.
이는 1998년의 APG 분류 체계가 목(目) 분류없이 2개의 분리된 과를 확실히 인정했던 것에서 약간 변화한 것이다.